# Presence
Presence – siódmy album studyjny Led Zeppelin, wydany przez Swan Song Records 31 marca 1976 roku. Pomysł wydania albumu pojawił się po wypadku samochodowym Roberta Planta na Rodos 5 sierpnia 1975 roku, który opóźnił planowane przez Led Zeppelin „1975/76 World Tour”. Podczas swojej rekonwalescencji w Malibu, Plant z Page’em napisali dość materiału, by podjąć próby w SIR Studio w Hollywood. Album został nagrany w ciągu trzech tygodni w Musicland Studios w Monachium. Plant śpiewał siedząc w wózku inwalidzkim, na którym jeździł podczas rekonwalescencji po wypadku. Zarówno Page, jak i Plant chcieli, by album był powrotem do spontaniczności po skomplikowanych aranżacjach Houses of the Holy i Physical Graffiti. Jest to jedyny studyjny album grupy, który nie zawiera nagrań akustycznych ani z udziałem instrumentów klawiszowych.
Album osiągnął pierwszą pozycję na liście przebojów Billboard Music Charts.
W recenzji magazynu Q z października 2000 płyta otrzymała ocenę 3/5.

## Lista utworów
1. „Achilles Last Stand” (Page, Plant) 10:25
2. „For Your Life” (Page, Plant) 6:24
3. „Royal Orleans” (Bonham, Jones, Page, Plant) 2:59
4. „Nobody’s Fault But Mine” (Page, Plant) 6:16
5. „Candy Store Rock” (Page, Plant) 4:11
6. „Hots On For Nowhere” (Page, Plant) 4:44
7. „Tea For One” (Page, Plant) 9:26

## Twórcy
- Jimmy Page – gitara elektryczna, gitara stalowa, wokal wspierający, producent
- Robert Plant – śpiew, harmonijka ustna
- John Paul Jones – gitara basowa, wokal wspierający
- John Bonham – perkusja, wokal wspierający
- Peter Grant – producent wykonawczy
- Keith Harwood – tabla
- Jeremy Gee – inżynier dźwięku, miksowanie
- George Hardie – projekt okładki
- Hipgnosis – projekt okładki